# 羅伯特·梅普爾索普
羅伯特·梅普爾索普（英語：Robert Mapplethorpe，1946年11月4日—1989年3月9日），美國攝影師，擅長黑白攝影，他的作品主要包括名人攝影，男人裸體，花卉靜態物等等。而他最受爭議的是他在60年代末及70年代在紐約以SM為題材的綑綁與施受虐的作品。這些同性愛的作品是被討論為受爭議的藝術作品。
梅普爾索普的《安迪沃霍爾》 (1987年)是排名第18的世界最昂貴攝影作品。1989年梅普爾索普因愛滋病逝世於美國波士頓。

## 藝術
梅普爾索普主要在工作室裡創作。除了他後期的一些作品和最後的展覽“新顏色“外，他的作品幾乎全都是黑白兩色。他的作品涉及的主題非常廣泛，但主要集中在情色圖像。他將一些自己的作品稱為色情圖像，目的是喚起觀眾，但同時也可被視為高級藝術。他的情色藝術探索了廣泛的性主題，描繪了20世紀70年代紐約的BDSM亞文化、黑人男性裸體，以及女性健美運動員的經典裸體。梅普爾索普是他大部分色情攝影的參與觀察者，參與了他拍攝的性行為，並在性方面吸引他的模特。
其他主題包括鮮花（特別是蘭花和馬蹄蓮）、兒童、雕像、名人和其他藝術家——包括安迪·沃荷、路易丝·布儒瓦、凯西·阿克、李察·基爾、大衛·霍克尼和派蒂·史密斯等等。史密斯是梅普爾索普的長期室友，也是他攝影作品中的常客，包括史密斯首張專輯《馬》封面上出現的鮮明標誌性照片。他的作品經常涉及到宗教或古典意象，如1986年派蒂·史密斯的肖像會讓人回想起阿爾布雷希特·丢勒的1500年的自畫像。
羅伯特採取了黑暗的人類同意的領域，並使他們成為藝術。他沒有道歉，為同性戀者提供了宏偉，陽剛和令人羨慕的貴族。沒有做作，他創造了一個完全男性的存在而不犧牲女性的優雅。他並不打算發表政治聲明或宣布他不斷演變的性勸說。他正在展示一些新東西，一些在他看到和探索時未曾見過或探索過的東西。羅伯特試圖提升男性經驗的方方面面，將同性戀與神秘主義聯繫在一起。正如科克託所說的一首Genet詩，“他的淫穢永遠不會淫穢。” ——派蒂·史密斯，《只是孩子》

## 展覽[2]

### 個展

#### 2016
- Robert Mapplethorpe, McCabe Fine Art, 114 45 Stockholm
- Robert Mapplethorpe - On the Edge, ARoS Aarhus Art Museum, Aarhus
- Robert Mapplethorpe: The Perfect Medium, Los Angeles County Museum of Art, Los Angeles
- Robert Mapplethorpe: The Perfect Medium, J. Paul Getty Museum, Los Angeles

#### 2015
- ROBERT MAPPLETHORPE – femmes, Mai 36 Galerie, Zürich
- Robert Mapplethorpe, Kiasma Museum of Contemporary Art, Helsinki

## 另見
- 梅普魯索普案件